# Teodeberto I
Teodeberto I (en francés: Thibert I o Théodobert I; en alemán: Theudebert I.; 500-547 o 548) fue rey merovingio de Reims, desde 534 hasta 548. Tenía su residencia en Reims.
Hijo del rey franco Teodorico I, contrajo matrimonio en 533 con Deuteria, una galo-romana. Posteriormente abandona a Deuteria para casarse con Wisigarda (hija de Wacho, rey de los lombardos). Estuvo casado probablemente con una tercera mujer, cuyo nombre se desconoce. Tuvo un hijo Teodebaldo (533/535 - 555) de su primer matrimonio y una hija, Berthoara, de su segunda mujer.
En el año 532 Teodeberto completa, junto con Gontario (hijo de Clotario I) la reconquista de los territorios situados al sur de Aquitania, tenidos por su abuelo Clodoveo I y que habían sido tomados por los visigodos a la muerte de Clodoveo. Al morir Teodorico I a finales de 533, Teodeberto hereda las posesiones de su padre, prevaleciendo con ayuda de los magnates de su reino contra las reclamaciones de sus tíos Childeberto I y Clotario I. Entonces Childeberto (que había quedado sin descendencia) se alía con su sobrino y se divide con él la herencia de Clodomiro en Borgoña. Poco después de esto adopta a Teodeberto como legítimo heredero.
Los reyes merovingios se unieron para luchar contra los ostrogodos, aliándose asimismo con los gépidos y los lombardos (Teodeberto se casó con Wisigarda, hija del rey lombardo). Teodeberto arrebató las provincias de Nórico y de Recia a los ostrogodos. Tomaron grandes zonas de Venecia en 545, aprovechándose de las luchas entre los ostrogodos y el emperador bizantino Justiniano I. En cualquier caso, Teodeberto evitó la confrontación con el Emperador bizantino. El historiador bizantino Procopio de Cesarea cuenta que las tropas francas se comportaron de forma bárbara en Italia y que incluso llegaron a sacrificar gente; los ostrogodos, pueblo emparentado con los francos, no olvidarían jamás la invasión franca en palabras del historiador.
Fue el primer monarca merovingio que acuñó moneda de oro con su imagen.
Teodeberto murió en el decimocuarto año de su reinado (a finales del 547 o comienzos de 548). Le sucedió su hijo Teodebaldo I.